# Orb
Der Orb [ɔʁb] (okzitanisch: Òrb) ist ein ca. 136 km langer Küstenfluss in den Départements Aveyron und Hérault in der Region Okzitanien im Süden Frankreichs.

## Verlauf
Die Quelle des Orb befindet sich in den Bergen der Escandorgue, an der Gemeindegrenze von Cornus und Romiguières. Er entwässert anfangs in südwestlicher Richtung an der Südgrenze des Regionalen Naturparks Grands Causses, dann wendet er sich generell Richtung Süden und durchquert die Monts d’Orb im Regionalen Naturpark Haut-Languedoc. Im letzten Drittel seines Verlaufes dreht er schließlich nach Südost und passiert die Stadt Béziers, wo er vom Canal du Midi mithilfe einer Kanalbrücke überquert wird. Nach insgesamt rund 136 km mündet er schließlich bei Valras-Plage in das Mittelmeer.

## Geschichte
Auf der Höhe von Capestang wurde der Fluss in der Antike vom 1500 m langen Pont Serme überquert.

## Orte am Fluss
(Reihenfolge in Fließrichtung)
- Ceilhes-et-Rocozels
- Avène
- Le Bousquet-d’Orb
- La Tour-sur-Orb
- Bédarieux
- Hérépian
- Lamalou-les-Bains
- Le Poujol-sur-Orb
- Roquebrun
- Cessenon-sur-Orb
- Lignan-sur-Orb
- Béziers
- Sauvian
- Sérignan
- Valras-Plage

## Bedeutende Nebenflüsse
(Reihenfolge in Fließrichtung)
| Name       | Länge in km | Mündungsseite | Mündung in Gemeinde |
| ---------- | ----------- | ------------- | ------------------- |
| Mare       | 30          | rechts        | Hérépian            |
| Jaur       | 30          | rechts        | Mons                |
| Vernazobre | 24          | rechts        | Cessenon-sur-Orb    |
| Rieutort   | 18          | links         | Murviel-lès-Béziers |
| Taurou     | 25          | links         | Thézan-lès-Béziers  |
| Lirou      | 30          | rechts        | Béziers             |

## Tourismus
Von Le Poujol-sur-Orb und Roquebrun aus werden Kanu- und Kajaktouren auf dem Orb angeboten, die sich über eine Länge zwischen 5 und 35 km erstrecken. Die meistbefahrene Strecke beträgt 10 km, nimmt eine Fahrtzeit von etwa 3 Stunden in Anspruch und endet in Roquebrun. Entlang dem Flussabschnitt befinden sich zahlreiche unschwierige Stromschnellen. Die Talsperren flussaufwärts lassen zu bestimmten Zeiten mehr Wasser in den Fluss, um eine ausreichende Wasserführung zu gewährleisten. Eine niedrige Fußgängerbrücke bei Vieussan kann in der Regel nicht passiert werden und muss mittels Portage umgangen werden.
Etwa 100 m oberhalb der Mündung des Orb ins Mittelmeer befindet sich am rechten Flussufer die Marina von Valras-Plage.